# Max Aeberli
Max Aeberli (* 9. Februar 1927 in Hedingen; † 2009) war ein Schweizer Radrennfahrer und nationaler Meister im Radsport.

## Sportliche Laufbahn
Aeberli war Teilnehmer der Olympischen Sommerspiele 1948 in London. Dort startete er im Tandemrennen mit Jean Roth. Beide unterlagen im Final um die Bronzemedaille den Franzosen René Faye und Gaston Dron. 1948 und 1949 gewann er den nationalen Titel im Mannschaftszeitfahren. Er startete für den Verein «RV Höngg» in Zürich.